# High Guardian Spice
High Guardian Spice  é uma série de televisão animada americana criada por Raye Rodriguez, que anteriormente trabalhou para Danger & Eggs como designer de personagens. A série é produzida pela Crunchyroll Studios (anteriormente chamada de Ellation), e foi originalmente programada para ser a primeira série original da Crunchyroll antes de ser adiada por aproximadamente 2 anos. A série estreou na Crunchyroll em 26 de outubro de 2021.
A série ganhou certa popularidade devido a suas inúmeras criticas negativas da mídia especializada e amadora, com sua nota no imdb sendo menor que 2,0/10, sendo considerada como uma obra de baixa qualidade.

## Premissa
Um grupo de quatro garotas que frequentam a High Guardian Academy, uma escola de magia, estão treinando para se tornar guardiãs de West City. Ao mesmo tempo, elas convivem com amigos, inimigos e traições, enquanto tentam proteger o mundo de uma ameaça desconhecida.

## Personagens

### Personagens principais
- Rosemary (dublado por Briana Leon) - Um humano que tem cabelo rosa e quer se tornar um guardião, não importa o quê.[12] Ela é ousada e ousada e quer pegar a espada de sua mãe e seguir os passos de sua mãe.
- Sage (dublado por Lauren White) - Uma bruxa que tem cabelo azul e usa Old Magic.[13] Ela frequentemente tem problemas com a escola centrada na Nova Magia, já que ela se opõe à Nova Magia.
- Parsley (dublado por Amber Romero) - Um anão e uma garota mágica com cabelos loiros.[14] Ela também trabalha como ferreira .
- Tomilho (dublado por Michelle Deco) - Uma garota mágica de cabelo ruivo que é uma habilidosa elfa arqueira.[13] Ela está empenhada em salvar sua casa de uma doença misteriosa chamada Rot.

### Personagens de apoio
- Lavender (dublado por Liisa Lee) - A mãe de Rosemary que tem cabelo lavanda e já foi uma conhecida Guardiã.[15]
- Amaryllis (dublado por Katie McVay) - Uma garota humana com direito, rica e má com cabelo roxo que vai para a mesma academia.[16] O melhor amigo do Snapdragon.
- Snapdragon (dublado por Julia Kaye ) - Um estudante humano sarcástico e desajeitado e amigo de Amaryllis, com cabelo ruivo que frequenta a mesma academia.[16]
- Mandrake (dublado por AJ Beckles)  – Um metamorfo humano e feiticeiro.[15]
- A Tríade (dublada por Salli Saffioti ) - As diretoras humanas femininas da academia.[17] Eles são imortais. Um parece jovem, outro parece de meia-idade e o último parece idoso.
- Professor Harkone (dublado por Anthony Brandon Walker) - Um professor humano que ensina táticas de batalha.[18]
- Parnelle (dublado por Barbara Goodson ) – O estudante humano mais jovem da academia e uma criança prodígio.[15][19]
- Neppy Cat (dublado por Cam Clarke ) - Um gato doméstico perto da academia que tinha poderes secretos.[18]
- Slime Boy (dublado por Julian Koster ) - Um menino feiticeiro humano e estudante do segundo ano que ama monstros e é músico.[15]
- Professor Caraway (dublado por Raye Rodriguez) - Um professor humano que dá uma aula sobre alfabetos sagrados e é um guardião poderoso.[15] Ele também é um homem trans. amiga de lavanda.
- Moss Phlox (dublado por Audu Paden) - Um professor sátiro que ensina ferraria e é um guardião.[20]
- Funcho (dublado por Audu Paden) - O pai de Rosemary que tem cabelo violeta.[21]
- Chicory (dublado por AJ Beckles) - O irmão de Rosemary que tem cabelo lavanda.[22][18]
- Anis (dublado por Haviland Stillwell) – prima lésbica de Sage.[23][24]
- Aloe (dublado por Joy Lerner) – Esposa elfa lésbica de Anise.[25]
- Wyverna Dretch (dublado por Haviland Stillwell) - Uma professora diabólica que dá aulas de ética na academia.[26][27]
- Olive (dublado por Stephanie Sheh ) - Uma catgirl trabalhando para o Triunvirato.[28] Ela é uma assassina habilidosa.
- Grog (dublado por Audu Paden) - Uma criatura que é avistada no campus da academia.[29]
- Redbud (dublado por Barbara Goodson) - Uma professora de ciências da academia que coloca seus alunos em risco, até mesmo colocando suas vidas em risco, para "testá-los".[30]
- Flora (dublada por Cindy Robinson ) - Mãe de Tomilho que a visita na cidade.[31]
- Smoke Face (Dublado por Audu Paden)
- Cal (dublado por SungWon Cho ) - Um aluno da academia que é transfóbico para Snapdragon e brinca com sua disforia de gênero.[32]
- Sage's Mom (dublado por Michelle Deco) - A mãe de Sage que aparece em um episódio.[33]
- Sage's Dad (dublado por AJ Beckles) - O pai de Sage que aparece em um episódio.[34]
- Angie (dublado por Wendee Lee) - Mãe de Salsa e muitos meninos. Casado com Sorrel.[35]
- Sorrel (dublado por Cam Clarke) - Pai de Salsa e muitos meninos. Casado com Angie.[36]
- Zinnia (dublado por Cindy Robinson ) - Estudante na academia que queria evitar o perigo.[37]
- Kino (dublado por Raye Rodriguez) - Gato na academia.[38]
- Demon (dublado por SungWon Cho) - Um demônio que Thyme tenta apelar para que ela possa falar com seu pai.[39]
- Kelp (dublado por SungWon Cho) - Um tritão que Salsa, Tomilho, Sálvia e Alecrim conhecem.[40]
- Coral (dublado por Haviland Stillwell) - Uma sereia por quem Thyme tem uma queda.[41]
- Hawthorn (dublado por Audu Paden) - Pai de Snapdragon que a incentivou a ser "forte" como "um menino".[42]
- Yarrow (dublado por Audu Paden) - Irmão de Snapdragon que zombou dela por ser "feminina".[43]
- Elodie (dublado por Karen Strassman ) - Sereia na academia subaquática com Kelp e Coral. Auxiliado por Salsa, Sálvia, Alecrim e Tomilho.[44]
- O Triunvirato (dublado por Audu Paden) - O misterioso grupo governante que aparece no final da série e são presumivelmente vilões.[45]

## Produção e lançamento
Em 2013, Rodriguez teve a ideia do show e a apresentou ao Frederator Studios, mas foi rejeitada. Posteriormente, foi lançado para a Crunchyroll em 2016, desenvolvido em quadrinhos em 2017 e relançado em 2018, quando Marge Dean começou na Crunchyroll, tornando-se um programa de TV.
O show começou a produção em 2017. De acordo com o currículo de Claire Stenger, co-desenvolvedora, escritora e co-editora de história do programa, ela trabalhou em documentos de apresentação, ajudou nas sessões de VO, deu notas e ajudou na redação, entre setembro de 2017 e outubro de 2018. O show foi originalmente programado para ser lançado no início de 2019, mas foi adiado. O programa encerrou a produção no outono de 2019, conforme observado por Raye Rodriguez, o criador da série e Anime News Network, embora a Crunchyroll tenha perdido os prazos de lançamento em 2019 e 2020. O revisor da ANN, Callum May, afirmou que a reação negativa de algumas pessoas à série foi o motivo da falta de comunicação ou lançamento da série e argumentou que a Crunchyroll tem um "problema de comunicação" interno e externo. Rodriguez afirmou que produziu "doze episódios de 22 minutos" do programa em seu site oficial.  Esse número de episódios foi confirmado com o anúncio oficial da data de estreia da série em outubro de 2021. Além de Rodriguez, que é um homem trans, o programa tinha uma sala de roteiristas composta totalmente por mulheres e uma equipe 50% feminina e "muito diversificada etnicamente e LGBTQ +", de acordo com o chefe do Crunchyroll Studios, então chamado Ellaton Studios, Margarida Dean.
Em 25 de fevereiro de 2020, a Crunchyroll lançou um trailer de 8 séries originais, incluindo High Guardian Spice e outras sete.
Em 4 de setembro de 2020, Ethan Supovitz da CBR descreveu a série como um próximo original da Crunchyroll que seria lançado em 2020, mas não deu uma data exata. Mais tarde naquele mês, foi revelado que Kristle Peluso, que também foi roteirista de Onyx Equinox e da segunda temporada de gen:LOCK, foi roteirista do programa. Em 15 de novembro de 2020, Constance Sarantos da CBR escreveu um artigo defendendo que a Crunchyroll lançasse a série, com esta última silenciosa sobre a data de lançamento do programa, observando que recebeu reação quando foi anunciada inicialmente, mas que o atraso parece ridículo neste momento. apontar.
Em 13 de maio de 2021, Rodriguez disse às pessoas para ficarem "atentas" a notícias sobre o programa no final do verão.
Em junho de 2021, foi anunciado que na virtual Crunchyroll Expo 2021, que acontecerá de 5 a 7 de agosto de 2021, haverá "novidades" sobre a série, especificamente no Painel da Indústria Crunchyroll em 6 de agosto. No mesmo mês, a Anime News Network afirmou que o programa receberá uma "nova data de lançamento no verão de 2021" e nenhum outro programa do estúdio foi anunciado além de High Guardian Spice. Em de agosto de 2021 foi um trailer da série, junto com nova arte dos personagens da série teve influências de garotas mágicas.
Em 21 de setembro de 2021, a Crunchyroll listou o programa como parte de sua programação do outono de 2021.
Em 10 de outubro de 2021, a Crunchyroll revelou a data de lançamento como 26 de outubro de 2021 e a lista do elenco. A série teve uma estreia de 12 episódios. Antes da estreia do programa, a Animation Magazine disse que Rodriguez quer tornar o mundo um "lugar mais amoroso e empático, compartilhando histórias fantásticas sobre personagens queer, diversos e relacionáveis".
Em uma entrevista em novembro de 2021, Rodriguez observou que foi inspirado por Magic Knight Rayearth, Sailor Moon, Petite Princess Yucie e Little Witch Academia, e descreveu o programa como tendo um "estilo de desenho animado híbrido Leste-Oeste". Ele também elogiou o elenco e a equipe do programa, observou a representação de vários tipos de corpo no programa e argumentou que a mensagem do programa é que ser um Guardião significa arriscar sua vida para defender o que você acredita, enquanto os protagonistas "têm que decidir por eles mesmos se este é realmente o caminho que eles querem trilhar". Rodriguez também disse que os avisos de conteúdo antes dos episódios não foram colocados ali por causa dele, e que a série não é "um programa adulto" e que embora haja palavrões e sangue brando, não é "apenas para o público adulto".
Em janeiro de 2022, Rodriguez revelou que a série tinha "orçamento significativamente baixo para os padrões de animação dos Estados Unidos", dizendo que muitos dos problemas que as pessoas atribuíam à série, em termos de escrita e arte, poderiam ser "atribuídos a esse baixo orçamento". Ele acrescentou que, embora o programa estivesse no Crunchyroll, era um desenho animado criado usando um pipeline de produção semelhante às animações americanas como as do Cartoon Network, descrevendo o programa como ambicioso artisticamente dentro do cronograma e orçamento fornecidos. Ele também afirmou que Onyx Equinox aprendeu com os erros cometidos no programa e era união, mas tinha "muito do mesmo time e do mesmo pipeline" e pediu às pessoas que pensassem sobre o que acontecia nos bastidores enquanto pensavam em quem começou a odiar o programa.

## Representação LGBT
A série apresenta vários personagens LGBT. Anise, prima de Sage, é casada com uma elfa chamada Aloe, com Anise dublada por Haviland Stillwell, uma lésbica. O professor Caraway, professor da High Guardian Academy, é um homem trans. No terceiro episódio "Transformations", ele se revela um homem trans e é dublado pelo criador do programa, Raye Rodriguez. Snapdragon é uma mulher trans. Ao longo da série, Snapdragon "Snap" descobre quem ela é e Caraway a ajuda a se mover em direção à transição de gênero. A dubladora de Snap, Julia Kaye, confirmou que Snap é uma mulher trans e que Rodriguez baseou nela aspectos da personagem. Rodriguez confirmou ainda que Snap é uma mulher trans. A série também inclui membros do elenco LGBTQ como Cam Clarke abertamente gay (que dubla Neppy Cat e Sorrel) e Julian Koster ambiguamente queer (que dubla Slime Boy).
Em outubro de 2021, Rodriguez foi descrito como "apaixonado por contar histórias diversas e inclusivas" e observou que deseja compartilhar "histórias fantásticas sobre personagens queer, diversos e relacionáveis". Em uma entrevista em novembro de 2021, Rodriguez observou a importância da representação e expressou otimismo pela inclusão na animação. Ele elogiou ainda mais a Crunchyroll por não dar nenhum empurrão à representação LGBTQ na série, acrescentando que no mundo de High Guardian Spice, as pessoas "geralmente são muito mais tranquilas com as pessoas LGBTQ + do que na vida real".

## Criticas da Mídia especializada.
A obra ganhou muitas criticas negativas perante a mídia especializada e amadora, no serviço de avaliações IMDb, sua nota ficou por volta de 2,0/10, sendo considerada como uma animação de baixa qualidade.
Os principais pontos levantados pelos criticos da obra são:
- Má qualidade na animação e muitos erros frequentes na mesma
- Enredo confuso dos episódios
- Criticas envolvendo os personagens LGBT, com alguns criticos afirmando terem sido colocados com única ou principal finalidade de divulgar apoio ao movimento LGBT, não necessariamente focando na qualidade do produto final.